# Ryu Seung-min
Ryu Seung-Min (em coreano:  유승민; Seul, 5 de agosto de 1982) é um mesa-tenista sul-coreano, medalhista de ouro na competição individual dos Jogos Olímpicos de Atenas 2004.

## Estilo
Ele utiliza a empunhadura caneta japonesa/coreana, o que é raro atualmente em jogadores de alto nível como ele. O estilo caneta consiste em uma raquete que possui borracha em apenas um dos lados e é segurada como se fosse uma caneta. Esse estilo é bastante popular no Brasil, devido à grande quantidade  de descendentes japoneses que existem no país. Ryu Seung-Min teve como técnico durante os Jogos Olímpicos de 2004 Kim Taek Soo, considerado o melhor caneteiro da história.